# Eparchie Saint Thomas the Apostle of Detroit
Die Eparchie Saint Thomas the Apostle of Detroit (lateinisch Eparchia Sancti Thomas Apostoli Detroitensis Chaldaeorum) ist eine in den USA gelegene Eparchie der chaldäisch-katholischen Kirche mit Sitz in Southfield. Sie umfasst die Bundesstaaten: Alabama, Arkansas, North Carolina, South Carolina, Connecticut, Delaware, Florida, Georgia, Illinois, Indiana, Iowa, Kentucky, Louisiana, Maine, Maryland, Massachusetts, Minnesota, Michigan, Mississippi, Missouri, New Hampshire, New Jersey, New York, Ohio, Pennsylvania, Rhode Island, Tennessee, Vermont, Virginia, West Virginia, Wisconsin und  District of Columbia.

## Geschichte
Papst Johannes Paul II. gründete das Apostolische Exarchat der Vereinigten Staaten von Amerika mit der Apostolischen Konstitution Quo aptius  am 11. Januar 1982. Ortsordinarius ist seit der Gründung Ibrahim Namo Ibrahim.
Am 3. August 1985 wurde es zur Eparchie erhoben und erhielt den heutigen Namen. Am 21. Mai 2002 wurde ein Teil des Territoriums zur Errichtung der Eparchie Saint Peter the Apostle of San Diego abgetreten.

## Weblinks

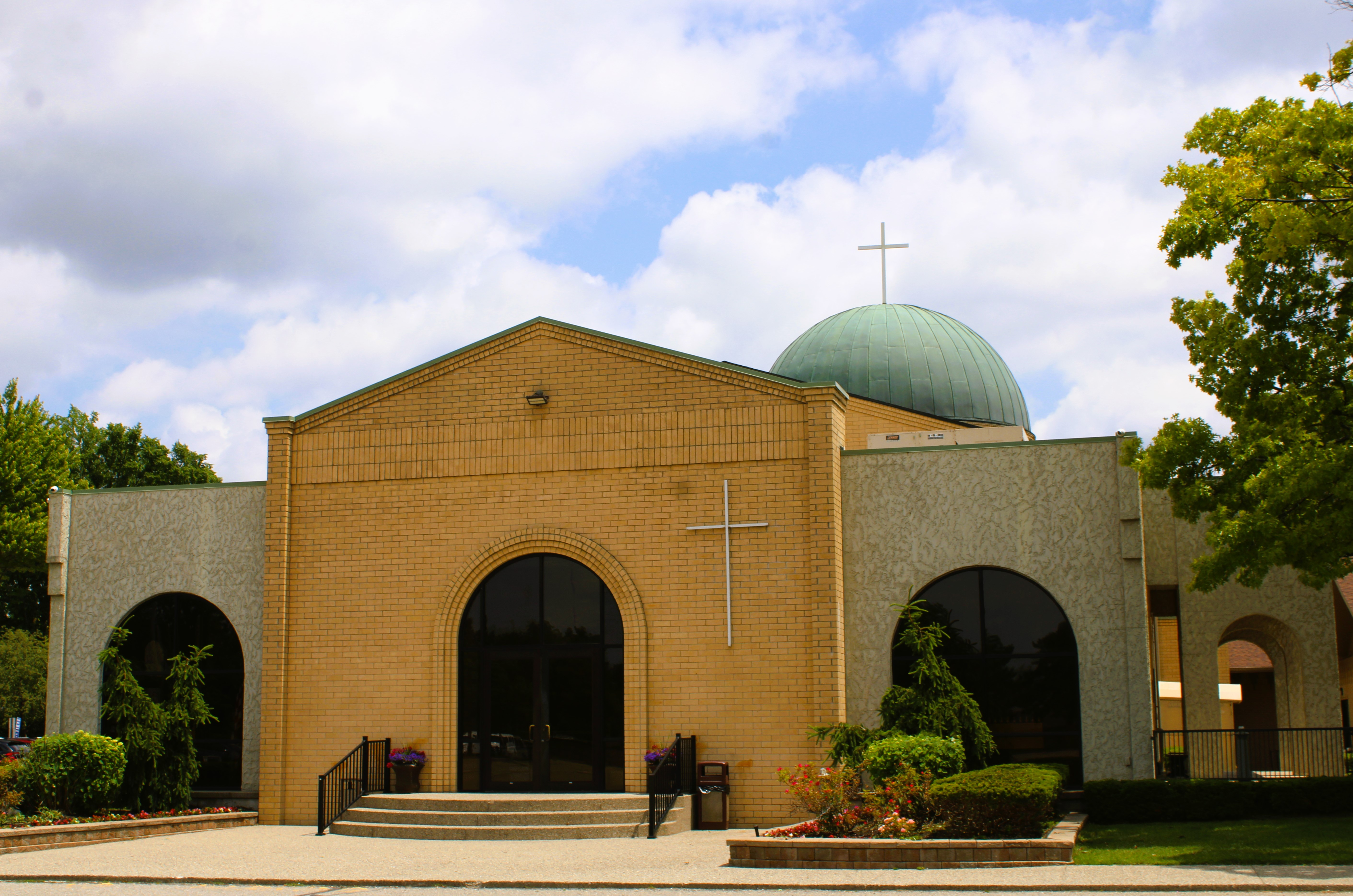
Kathedrale: Mother of God in Southfield